# Спенсер Маунтин (Северна Каролина)
Спенсер Маунтин (енгл. Spencer Mountain) град је у америчкој савезној држави Северна Каролина.

## Демографија
По попису из 2010. године број становника је 37, што је 14 (-27,5%) становника мање него 2000. године.
| Група             | 2000.      | 2010.      |
| Белци             | 37 (72,5%) | 27 (73,0%) |
| Афроамериканци    | 10 (19,6%) | 0 (0,0%)   |
| Азијати           | 4 (7,8%)   | 0 (0,0%)   |
| Хиспаноамериканци | 0 (0,0%)   | 9 (24,3%)  |
| Укупно            | 51         | 37         |